# Antonio Gil Otero
Antonio Gil Otero fue un militar español que combatió en la Guerra civil.

## Biografía
Militar profesional, en julio de 1936 se encontraba destinado en el Regimiento «Albuera» n.º 16 de Lérida con el rango de mayor. Tras el estallido de la Guerra civil se mantuvo fiel a la República. Antiguo miembro de la masonería, Gil Otero llegó a afiliarse al Partido Socialista Unificado de Cataluña (PSUC). De hecho, desempeñó diversos mandos en el seno de la columna «Carlos Marx» —compuesta por miembros del PSUC—. Destinado al Frente de Aragón, con la militarización de las milicias fue nombrado comandante de la 109.ª Brigada Mixta y posteriormente asumiría el mando del XI Cuerpo de Ejército.